# Liste der Einträge im National Register of Historic Places im Waukesha County

Lage des Waukesha County in Wisconsin

Die Liste der Einträge im National Register of Historic Places im Waukesha County in Wisconsin führt alle Bauwerke und historischen Stätten im Waukesha County auf, die in das National Register of Historic Places aufgenommen wurden.

## Legende
| NRHP | Historic Place                      |
| HD   | Historic District                   |
| NHLD | National Historic Landmark District |

## Aktuelle Einträge
| [ 2 ] | Name                                                    | Bild                                                    | Eintragsdatum        | Lage | Ort             | Beschreibung |
| ----- | ------------------------------------------------------- | ------------------------------------------------------- | -------------------- | --- | --------------- | --- |
| 1     | Sewall Andrews House                                    | Sewall Andrews House                                    | 1981 ID-Nr. 81000063 | 103 Main Street 42° 51′ 42″ N, 88° 19′ 57″ W | Mukwonago       | 1842 im Stil des Greek Revival errichtetes Wohnhaus                                                                       |
| 2     | Arcadian Bottling Works                                 | Arcadian Bottling Works                                 | 1983 ID-Nr. 83004326 | 900 North Hartwell Avenue 43° 0′ 44″ N, 88° 13′ 20″ W | Waukesha        | Frühere Getränkefabrik; heute Apartments                                                                                  |
| 3     | Arlington Apartments                                    | Arlington Apartments                                    | 1987 ID-Nr. 86003651 | 309 Arlington Street 43° 0′ 23″ N, 88° 13′ 55″ W | Waukesha        | 1928 im Stil des Tudor Revival errichtetes Apartmenthaus                                                                  |
| 4     | Albert R. Baer House                                    | Albert R. Baer House                                    | 1988 ID-Nr. 88001645 | W166 N8990 Grand Avenue 43° 10′ 52″ N, 88° 6′ 57″ W | Menomonee Falls | 1893 im Queen-Anne-Stil errichtetes Gebäude                                                                               |
| 5     | Ralph C. Bailie House                                   | Ralph C. Bailie House                                   | 1986 ID-Nr. 86003407 | 530 North Avenue 43° 6′ 39″ N, 88° 20′ 40″ W | Hartland        | 1932 errichtetes Wohnhaus                                                                                                 |
| 6     | Bank of Hartland                                        | Bank of Hartland                                        | 1988 ID-Nr. 86003415 | 112 East Capitol Drive 43° 6′ 17″ N, 88° 20′ 49″ W | Hartland        | 1930 errichtete Bank |
| 7     | Barfoth-Blood Mound Group (47 WK 63)                    |                                                         | 1982 ID-Nr. 82000720 | Adresse nicht veröffentlicht | Mukwonago       | |
| 8     | Andrew Barnes House                                     |                                                         | 1988 ID-Nr. 88001652 | N89 W16840 Appleton Avenue 43° 10′ 51″ N, 88° 7′ 7″ W | Menomonee Falls | 1858 im Stil des Greek Revival errichtetes Wohnhaus                                                                       |
| 9     | Barney House                                            | Barney House                                            | 1994 ID-Nr. 94001250 | W264 S3641 Saylesville Road 42° 58′ 42″ N, 88° 16′ 34″ W | Waukesha        | 1899 im neugotischen Stil errichtetes Wohnhaus                                                                            |
| 10    | Everett P. Barrett House                                | Everett P. Barrett House                                | 1995 ID-Nr. 95000140 | 120 South Porter Avenue 43° 0′ 9″ N, 88° 12′ 43″ W | Waukesha        | 1940 errichtetes Wohnhaus                                                                                                 |
| 11    | Beaumont Hop House                                      | Beaumont Hop House                                      | 1977 ID-Nr. 77000058 | Adresse nicht veröffentlicht | Hartland        | |
| 12    | Becker and Schafer Store Building                       |                                                         | 1995 ID-Nr. 95000677 | 1002-1004 White Rock Avenue 43° 0′ 48″ N, 88° 13′ 33″ W | Waukesha        | 1895 im späten viktorianischen Stil errichtetes Gebäude                                                                   |
| 13    | Big Bend Mound Group No. 2                              |                                                         | 1978 ID-Nr. 78000146 | Südlich von Big Bend Adresse nicht veröffentlicht | Big Bend        | Archäologische Stätte mit Fundstücken aus präkolumbischer Zeit                                                            |
| 14    | Bishopstead                                             | Bishopstead                                             | 1984 ID-Nr. 84003803 | 153 West Oakwood Drive 43° 4′ 23″ N, 88° 25′ 6″ W | Delafield       | 1870 errichtete Bischofsresidenz                                                                                          |
| 15    | Sen. William Blair House                                | Sen. William Blair House                                | 1983 ID-Nr. 83004327 | 434 Madison Street 43° 0′ 50″ N, 88° 14′ 12″ W | Waukesha        | Im Italianate-Stil errichtetes Wohnhaus des Politikers William Blair                                                      |
| 16    | Block C Historic District                               |                                                         | 1996 ID-Nr. 95001504 | Abgegrenzt durch West Main Street, Gaspar Street und Broadway 43° 0′ 41″ N, 88° 13′ 51″ W | Waukesha        | |
| 17    | J. C. Booth House                                       | J. C. Booth House                                       | 1973 ID-Nr. 73000094 | Saylesville Road 42° 56′ 22″ N, 88° 20′ 20″ W | Saylesville     | |
| 18    | Patrick J. Buckley House                                | Patrick J. Buckley House                                | 1991 ID-Nr. 91000075 | 1101 Buckley Street 43° 0′ 51″ N, 88° 13′ 36″ W | Waukesha        | |
| 19    | Burr Oak Tavern                                         | Burr Oak Tavern                                         | 1988 ID-Nr. 86003403 | 315-317 East Capitol Drive 43° 6′ 17″ N, 88° 20′ 33″ W | Hartland        | 1853 im Stil des Greek Revival errichtete Taverne; 1937 rekonstruiert                                                     |
| 20    | Thomas Camp Farmhouse                                   | Thomas Camp Farmhouse                                   | 1988 ID-Nr. 88001670 | W204 N8151 Lannon Road 43° 9′ 56″ N, 88° 9′ 49″ W | Menomonee Falls | 1895 im Stil des Greek Revival errichtetes Farmhaus                                                                       |
| 21    | Caples’ Park Historic District                          | Caples’ Park Historic District                          | 1988 ID-Nr. 88000219 | Abgegrenzt durch East Newhall Avenue, South Hartwell Avenue, Windsor Drive, Oxford Road und South East Avenue 42° 59′ 54″ N, 88° 13′ 27″ W                                                                                       | Waukesha        | Wohnviertel mit Häusern im Stil des Tudor Revival                                                                         |
| 22    | Dr. Alfred L. Castleman House                           | Dr. Alfred L. Castleman House                           | 1996 ID-Nr. 96000730 | 975 South Waterville Road 43° 1′ 20″ N, 88° 26′ 16″ W | Summit          | |
| 23    | Walter S. Chandler House                                | Walter S. Chandler House                                | 1974 ID-Nr. 74000137 | 151 West College Avenue 43° 0′ 10″ N, 88° 13′ 44″ W | Waukesha        | |
| 24    | Chapel of St. Mary the Virgin                           | Chapel of St. Mary the Virgin                           | 1972 ID-Nr. 72000067 | Nashotah House Road 43° 4′ 57″ N, 88° 25′ 34″ W | Nashotah        | 1866 im neugotischen Stil errichtete Kirche                                                                               |
| 25    | Chicago and Northwestern Railroad Passenger Depot       | Chicago and Northwestern Railroad Passenger Depot       | 1995 ID-Nr. 95000142 | 319 Williams Street 43° 0′ 20″ N, 88° 13′ 57″ W | Waukesha        | 1881 im späten viktorianischen Stil errichtetes Bahnhofsgebäude                                                           |
| 26    | George Lawrence Clarke, Jr., House                      | George Lawrence Clarke, Jr., House                      | 1995 ID-Nr. 95000138 | 12810 West Hampton Avenue 43° 6′ 19″ N, 88° 4′ 21″ W | Butler          | 1850 im Stil des Greek Revival errichtetes Wohnhaus; 1856 und 1910 umgebaut                                               |
| 27    | George N. Cobb House                                    | George N. Cobb House                                    | 1982 ID-Nr. 82000719 | 1505 North Golden Lake Road 43° 3′ 3″ N, 88° 31′ 24″ W | Oconomowoc      | 1850 im Stil des Greek Revival errichtetes Wohnhaus                                                                       |
| 28    | College Avenue Historic District                        | College Avenue Historic District                        | 1983 ID-Nr. 83004328 | Fountain Street, South East Avenue und College Avenue 43° 0′ 11″ N, 88° 13′ 42″ W | Waukesha        | Wohnviertel mit im späten viktorianischen Stil errichteten Häusern                                                        |
| 29    | Alexander Cook House                                    | Alexander Cook House                                    | 1983 ID-Nr. 83004329 | 600 East North Street 43° 0′ 55″ N, 88° 14′ 2″ W | Waukesha        | Im neugotischen Stil errichtetes Wohnhaus                                                                                 |
| 30    | Cutler Mound Group                                      | Cutler Mound Group                                      | 1988 ID-Nr. 88002184 | Adresse nicht veröffentlicht | Waukesha        | |
| 31    | Morris Cutler House                                     | Morris Cutler House                                     | 1983 ID-Nr. 83004330 | 401 Central Avenue 43° 0′ 13″ N, 88° 14′ 3″ W | Waukesha        | |
| 32    | Dansk Evangelical Lutheran Kirke                        | Dansk Evangelical Lutheran Kirke                        | 1988 ID-Nr. 86003422 | 400 West Capitol Drive 43° 6′ 9″ N, 88° 21′ 10″ W | Hartland        | 1910 errichtete evangelisch-lutherische Kirche dänischer Einwanderer                                                      |
| 33    | Cyrus Davis Farmstead                                   | Cyrus Davis Farmstead                                   | 1989 ID-Nr. 88001674 | W204 N7776 Lannon Road 43° 9′ 29″ N, 88° 9′ 41″ W | Menomonee Falls | |
| 34    | Cyrus Davis-Davis Brothers Farmhouse                    | Cyrus Davis-Davis Brothers Farmhouse                    | 1988 ID-Nr. 88001672 | W204 N7818 Lannon Road 43° 9′ 35″ N, 88° 9′ 45″ W | Menomonee Falls | |
| 35    | Delafield Fish Hatchery                                 | Delafield Fish Hatchery                                 | 1981 ID-Nr. 81000064 | Main Street 43° 3′ 40″ N, 88° 24′ 26″ W | Delafield       | 1907 im viktorianischen Stil errichtetes Gebäude einer Fischzuchtanstalt                                                  |
| 36    | Dewey Mound Group                                       |                                                         | 1978 ID-Nr. 78000147 | Adresse nicht veröffentlicht | Big Bend        | Archäologische Stätte mit Fundstücken aus präkolumbischer Zeit                                                            |
| 37    | Dousman Inn                                             | Dousman Inn                                             | 1979 ID-Nr. 79000118 | 15670 Blue Mound Road 43° 2′ 10″ N, 88° 6′ 27″ W | Brookfield      | |
| 38    | Downtown Historic District                              | Downtown Historic District                              | 1983 ID-Nr. 83004331 | Abgegrenzt durch Broadway, Grand Avenue, Clinton Street und South Street 43° 0′ 40″ N, 88° 13′ 55″ W | Waukesha        | |
| 39    | George Dwinnell House                                   | George Dwinnell House                                   | 1983 ID-Nr. 83004332 | 442 West College Avenue 43° 0′ 11″ N, 88° 14′ 10″ W | Waukesha        | Im Queen-Anne-Stil errichtetes Wohnhaus                                                                                   |
| 40    | East Broadway Historic District                         | East Broadway Historic District                         | 1996 ID-Nr. 96000249 | Broadway zwischen Fisk Avenue und Morningside Drive 43° 0′ 16″ N, 88° 12′ 42″ W | Waukesha        | Historischer Distrikt mit Häusern aus der zweiten Hälfte des 19. Jahrhunderts und der ersten Hälfte des 20. Jahrhunderts  |
| 41    | East Capitol Drive Historic District                    | East Capitol Drive Historic District                    | 1986 ID-Nr. 86002319 | 337-702 East Capitol Drive 43° 6′ 18″ N, 88° 20′ 17″ W | Hartland        | |
| 42    | Dr. F. C. Elliot House                                  | Dr. F. C. Elliot House                                  | 1983 ID-Nr. 83004333 | 501 Dunbar Avenue 43° 0′ 20″ N, 88° 14′ 13″ W | Waukesha        | |
| 43    | Joseph Fabacker House                                   | Joseph Fabacker House                                   | 1995 ID-Nr. 95000139 | 341 Northwest Barstow Street 43° 1′ 0″ N, 88° 14′ 2″ W | Waukesha        | 1894 errichtetes Wohnhaus                                                                                                 |
| 44    | First Baptist Church                                    | First Baptist Church                                    | 1983 ID-Nr. 83004334 | 247 Wisconsin Avenue 43° 0′ 34″ N, 88° 13′ 52″ W | Waukesha        | 1922 im neugotischen Stil errichtete Kirche                                                                               |
| 45    | First Congregational Church                             | First Congregational Church                             | 1986 ID-Nr. 86003405 | 214 East Capitol Drive 43° 6′ 18″ N, 88° 20′ 36″ W | Hartland        | 1923 im spätneugotischen Stil errichtete Kirche                                                                           |
| 46    | First Congregational Church                             | First Congregational Church                             | 1992 ID-Nr. 91001991 | 100 East Broadway 43° 0′ 24″ N, 88° 13′ 17″ W | Waukesha        | 1876 in einem Mix aus Neugotik und Tudor Revival errichtete Kirche                                                        |
| 47    | First German Reformed Church                            | First German Reformed Church                            | 1991 ID-Nr. 91001390 | 413 Wisconsin Avenue 43° 0′ 34″ N, 88° 14′ 6″ W | Waukesha        | 1891 im viktorianischen Stil errichtete Kirche deutscher Einwanderer                                                      |
| 48    | First Methodist Church                                  | First Methodist Church                                  | 1983 ID-Nr. 83004335 | 121 Wisconsin Avenue 43° 0′ 34″ N, 88° 12′ 56″ W | Waukesha        | 1898 im neuromanischen Stil errichtete Kirche                                                                             |
| 49    | Andrew Frame House                                      | Andrew Frame House                                      | 1983 ID-Nr. 83004337 | 507 North Grand Avenue 43° 0′ 29″ N, 88° 13′ 52″ W | Waukesha        | 1879 in Italianate-Stil errichtetes Wohnhaus                                                                              |
| 50    | Freewill Baptist Church                                 | Freewill Baptist Church                                 | 1998 ID-Nr. 97001409 | 19750 West National Avenue 42° 56′ 40″ N, 88° 9′ 37″ W | New Berlin      | 1859 im Stil des Greek Revival errichtete Kirche                                                                          |
| 51    | Genesee Town Hall                                       | Genesee Town Hall                                       | 1981 ID-Nr. 81000065 | Genesee Street 42° 58′ 1″ N, 88° 22′ 23″ W | Genesee Depot   | 1912 errichtetes Rathaus der Town of Genesee                                                                              |
| 52    | Goodwin-McBean Site (47 WK 184)                         |                                                         | 1982 ID-Nr. 82000721 | Adresse nicht veröffentlicht | Big Bend        | |
| 53    | Perry Grace House                                       | Perry Grace House                                       | 1983 ID-Nr. 83004339 | 307 North West Avenue 43° 0′ 23″ N, 88° 14′ 11″ W | Waukesha        | 1885 im Queen-Anne-Stil errichtetes Wohnhaus                                                                              |
| 54    | Grand View Health Resort                                | Grand View Health Resort                                | 1984 ID-Nr. 84003805 | 500 Riverview Avenue 43° 1′ 17″ N, 88° 13′ 59″ W | Waukesha        | 1911 im neuklassizistischen Stil errichtete Kurklinik                                                                     |
| 55    | Gredler-Gramins House                                   | Gredler-Gramins House                                   | 1980 ID-Nr. 80000203 | 20190 Davidson Road 42° 59′ 20″ N, 88° 9′ 47″ W | Brookfield      | 1839 im Stil des Greek Revival errichtetes Wohnhaus                                                                       |
| 56    | Hadfield Company Lime Kilns                             | Hadfield Company Lime Kilns                             | 1982 ID-Nr. 82000722 | Bluemound Road 43° 2′ 19″ N, 88° 12′ 53″ W | Waukesha        | 1873 errichteter Kalkofen                                                                                                 |
| 57    | Hartland Railroad Depot                                 | Hartland Railroad Depot                                 | 1988 ID-Nr. 86003417 | 301 Pawling Avenue 43° 6′ 1″ N, 88° 20′ 57″ W | Hartland        | 1879 im Italianate-Stil errichteter Bahnhof                                                                               |
| 58    | Haseltine Cobblestone House                             | Haseltine Cobblestone House                             | 1980 ID-Nr. 80000204 | Big Bend Drive 42° 53′ 38″ N, 88° 12′ 34″ W | Big Bend        | 1842 errichtetes Wohnhaus                                                                                                 |
| 59    | Hawks Inn                                               | Hawks Inn                                               | 1972 ID-Nr. 72000068 | 428 Wells Street 43° 3′ 35″ N, 88° 24′ 25″ W | Delafield       | 1846 im Stil des Greek Revival errichteter Gasthof                                                                        |
| 60    | David J. Hemlock House                                  | David J. Hemlock House                                  | 1983 ID-Nr. 83004340 | 234 Carroll Street 43° 0′ 29″ N, 88° 13′ 51″ W | Waukesha        | 1876 im neugotischen Stil errichtetes Wohnhaus                                                                            |
| 61    | LeRoy A. Henze House                                    | LeRoy A. Henze House                                    | 1988 ID-Nr. 88001638 | N89 W15781 Main Street 43° 10′ 43″ N, 88° 6′ 23″ W | Menomonee Falls | 1924 errichtetes Wohnhaus                                                                                                 |
| 62    | Ahira R. Hinkley House                                  | Ahira R. Hinkley House                                  | 1974 ID-Nr. 74000138 | Abseits des WIS 59 42° 54′ 4″ N, 88° 27′ 8″ W | Eagle           | 1848 im Stil des Greek Revival errichtetes Wohnhaus                                                                       |
| 63    | Herbert Hoeltz House                                    | Herbert Hoeltz House                                    | 1988 ID-Nr. 88001636 | N87 W15714 Kenwood Boulevard 43° 10′ 39″ N, 88° 6′ 19″ W | Menomonee Falls | 1932 im Stil des Tudor Revival errichtetes Wohnhaus                                                                       |
| 64    | Elizabeth Hoos House                                    | Elizabeth Hoos House                                    | 1988 ID-Nr. 88001640 | W164 N9010 Water Street 43° 10′ 54″ N, 88° 6′ 47″ W | Menomonee Falls | 1884 im Queen-Anne-Stil errichtetes Wohnhaus                                                                              |
| 65    | Hoos-Rowell House                                       | Hoos-Rowell House                                       | 1988 ID-Nr. 88001644 | W164 N8953 Water Street 43° 10′ 50″ N, 88° 6′ 49″ W | Menomonee Falls | 1856 errichtetes Wohnhaus                                                                                                 |
| 66    | Harold Hornburg House                                   | Harold Hornburg House                                   | 1986 ID-Nr. 86003431 | 213 Warren Avenue 43° 6′ 12″ N, 88° 20′ 38″ W | Hartland        | 1929 im Stil des Tudor Revival errichtetes Wohnhaus                                                                       |
| 67    | John Howitt House                                       | John Howitt House                                       | 1983 ID-Nr. 83004341 | 407 North Grand Avenue 43° 0′ 24,5″ N, 88° 13′ 52,7″ W | Waukesha        | 1874 im neugotischen Stil errichtetes Wohnhaus                                                                            |
| 68    | Jackson House                                           | Jackson House                                           | 1986 ID-Nr. 86003409 | 235 North Avenue 43° 6′ 27″ N, 88° 20′ 47″ W | Hartland        | 1936 im Stil des Tudor Revival errichtetes Wohnhaus                                                                       |
| 69    | Samuel D. James House                                   | Samuel D. James House                                   | 1996 ID-Nr. 83004687 | 726 North East Avenue 43° 0′ 38″ N, 88° 13′ 38″ W | Waukesha        | 1871 im Italianate-Stil errichtetes Wohnhaus                                                                              |
| 70    | William Johnston Lime Kiln                              |                                                         | 1982 ID-Nr. 82000723 | E of Genesse Depot 42° 57′ 58″ N, 88° 19′ 17″ W | Saylesville     | 1840 errichteter Kalkofen                                                                                                 |
| 71    | Robert O. Jones House                                   | Robert O. Jones House                                   | 1983 ID-Nr. 83004342 | 501 West College Avenue 43° 0′ 9″ N, 88° 14′ 13″ W | Waukesha        | 1897 errichtetes Wohnhaus                                                                                                 |
| 72    | Frank Koehler House and Office                          | Frank Koehler House and Office                          | 1988 ID-Nr. 88001669 | N88 W16623 Appleton Avenue 43° 10′ 40″ N, 88° 6′ 58″ W | Menomonee Falls | 1886 errichtetes Geschäftshaus                                                                                            |
| 73    | Koepsell House                                          | Koepsell House                                          | 1973 ID-Nr. 73000095 | Abseits des WIS 59 im Freilichtmuseum Old World Wisconsin 42° 51′ 58,9″ N, 88° 29′ 50,7″ W | Eagle           | 1860 errichtetes Wohnhaus                                                                                                 |
| 74    | Laflin Avenue Historic District                         | Laflin Avenue Historic District                         | 1983 ID-Nr. 83004343 | West Laflin Avenue und Garfield Avenue 43° 0′ 3″ N, 88° 13′ 46″ W | Waukesha        | Historisches Wohngebiet mit Häusern verschiedener Baustile                                                                |
| 75    | Lain-Estburg House                                      | Lain-Estburg House                                      | 1974 ID-Nr. 74000139 | 229 Wisconsin Avenue 43° 0′ 35″ N, 88° 13′ 48″ W | Waukesha        | 1848 errichtetes Gebäude                                                                                                  |
| 76    | Garwin A. Mace House                                    |                                                         | 1988 ID-Nr. 88001650 | W166 N8941 Grand Avenue 43° 10′ 49″ N, 88° 6′ 59″ W | Menomonee Falls | 1891 im Queen-Anne-Stil errichtetes Wohnhaus des Unternehmers Garwin A. Mace                                              |
| 77    | Garwin Mace Lime Kilns                                  | Garwin Mace Lime Kilns                                  | 1982 ID-Nr. 82000724 | LimeKiln Park 43° 10′ 38″ N, 88° 6′ 47″ W | Menomonee Falls | 1890 errichteter Kalkofen                                                                                                 |
| 78    | Madison Street Historic District                        | Madison Street Historic District                        | 1990 ID-Nr. 90000489 | Kreuzung von Madison Street, Randall Street und 3rd Street 43° 0′ 50″ N, 88° 14′ 13″ W | Waukesha        | Acht Gebäude, die in der Zeit zwischen 1875 und 1924 in verschiedenen Baustilen errichtet wurden                          |
| 79    | Main Street Historic District                           | Main Street Historic District                           | 1988 ID-Nr. 88001629 | Main Street und Appleton Street 43° 10′ 46″ N, 88° 6′ 47″ W | Menomonee Falls | |
| 80    | William G. Mann House                                   | William G. Mann House                                   | 1983 ID-Nr. 83004349 | 346 Maple Avenue 43° 0′ 25″ N, 88° 14′ 4″ W | Waukesha        | 1897 im Queen-Anne-Stil errichtetes Wohnhaus                                                                              |
| 81    | McCall Street Historic District                         | McCall Street Historic District                         | 1983 ID-Nr. 83004348 | McCall Street, James Street, North East Avenue, Hartwell Avenue; Charles Street und James Street zwischen College Avenue und McCall Street; Hartwell Avenue zwischen College Street und Grove Street 43° 0′ 19″ N, 88° 13′ 26″ W | Waukesha        | Verschiedene Gebäude verschiedener Baustile                                                                               |
| 82    | Menomonee Falls City Hall                               | Menomonee Falls City Hall                               | 1988 ID-Nr. 88001667 | N88 W16631 Appleton Avenue 43° 10′ 40″ N, 88° 7′ 0″ W | Menomonee Falls | 1929 errichtetes Rathaus                                                                                                  |
| 83    | Menomonee Golf Club                                     | Menomonee Golf Club                                     | 1988 ID-Nr. 88001663 | N73 W13430 Appleton Avenue 43° 9′ 3″ N, 88° 4′ 36″ W | Menomonee Falls | 1930 im Stil des Tudor Revival errichtetes Clubhaus des Menomonee Golf Clubs                                              |
| 84    | Charles Merten House                                    | Charles Merten House                                    | 1995 ID-Nr. 95000248 | 929 Rosemary Street 43° 0′ 48″ N, 88° 13′ 8″ W | Waukesha        | 1890 im Queen-Anne-Stil errichtetes Wohnhaus                                                                              |
| 85    | Miller-Davidson House                                   | Miller-Davidson House                                   | 1973 ID-Nr. 73000096 | County Line Road, östlich des US 41 43° 11′ 26″ N, 88° 6′ 19″ W | Menomonee Falls | 1858 errichtetes Wohnhaus                                                                                                 |
| 86    | Dr. Volney L. Moore House                               | Dr. Volney L. Moore House                               | 1983 ID-Nr. 83004350 | 307 East Main Street 43° 0′ 48″ N, 88° 13′ 28″ W | Waukesha        | 1877 im Italianate-Stil errichtetes Wohnhaus                                                                              |
| 87    | Moreland Boulevard Pump House and Reservoir             | Moreland Boulevard Pump House and Reservoir             | 1996 ID-Nr. 96000726 | 413 Moreland Boulevard 43° 0′ 32″ N, 88° 15′ 0″ W | Waukesha        | 1931 im Art-déco-Stil errichtetes Wasserwerk                                                                              |
| 88    | Morey-Andrews House                                     | Morey-Andrews House                                     | 1995 ID-Nr. 95000405 | 704 Westowne Avenue 43° 1′ 23″ N, 88° 15′ 26″ W | Waukesha        | 1931 im Bungalowstil errichtetes Wohnhaus                                                                                 |
| 89    | Morey-Lewis House                                       | Morey-Lewis House                                       | 1995 ID-Nr. 95000402 | 1312 Pleasant View Avenue 43° 1′ 41″ N, 88° 15′ 30″ W | Waukesha        | 1927 im Bungalowstil errichtetes Wohnhaus                                                                                 |
| 90    | Morey-Seidens House                                     | Morey-Seidens House                                     | 1995 ID-Nr. 95000404 | 2020 Easy Street 43° 1′ 41″ N, 88° 15′ 34″ W | Waukesha        | 1929 im Bungalowstil errichtetes Wohnhaus                                                                                 |
| 91    | National Guard Armory 127th Regiment Infantry Company G | National Guard Armory 127th Regiment Infantry Company G | 1984 ID-Nr. 84000709 | 103 East Jefferson Street Ecke Main Street 43° 6′ 17″ N, 88° 30′ 2″ W | Oconomowoc      | 1921 errichtetes Arsenal der Nationalgarde                                                                                |
| 92    | National Hotel                                          | National Hotel                                          | 1983 ID-Nr. 83004344 | 235 West Main Street 43° 0′ 42″ N, 88° 13′ 48″ W | Waukesha        | 1871 im Italianate-Stil errichtetes Hotel                                                                                 |
| 93    | Enoch Gardner and Mary Caroline Koch Needham House      | Enoch Gardner and Mary Caroline Koch Needham House      | 2000 ID-Nr. 00000700 | 12713 West Greenfield Avenue 43° 0′ 59″ N, 88° 4′ 20″ W | New Berlin      | 1868 im Italianate-Stil errichtetes Wohnhaus                                                                              |
| 94    | Charles E. Nelson Sr. House                             | Charles E. Nelson Sr. House                             | 1990 ID-Nr. 90000560 | 520 North Grand Avenue 43° 0′ 31″ N, 88° 13′ 54″ W | Waukesha        | 1909 errichtetes Wohnhaus                                                                                                 |
| 95    | Newhall Avenue Pump House and Reservoir                 | Newhall Avenue Pump House and Reservoir                 | 1999 ID-Nr. 99000849 | 445 West Newhall Avenue 42° 59′ 58″ N, 88° 14′ 9″ W | Waukesha        | 1949 errichtetes Wasserwerk                                                                                               |
| 96    | William A. Nickell House                                | William A. Nickell House                                | 1983 ID-Nr. 83004346 | 511 Lake Street 43° 0′ 33″ N, 88° 13′ 12″ W | Waukesha        | 1892 im Queen-Anne-Stil errichtetes Wohnhaus                                                                              |
| 97    | Northwestern Hotel                                      | Northwestern Hotel                                      | 1995 ID-Nr. 95000249 | 322 Williams Street 43° 0′ 21″ N, 88° 13′ 56″ W | Waukesha        | 1875 im viktorianischen Stil errichtetes Hotel                                                                            |
| 98    | Oconomowoc City Hall                                    | Oconomowoc City Hall                                    | 1980 ID-Nr. 80000205 | 174 East Wisconsin Avenue 43° 6′ 38″ N, 88° 29′ 49″ W | Oconomowoc      | 1886 errichtetes Rathaus                                                                                                  |
| 99    | Oconomowoc Depot                                        | Oconomowoc Depot                                        | 1980 ID-Nr. 80000206 | 115 Collins Street 43° 6′ 34″ N, 88° 29′ 54″ W | Oconomowoc      | 1896 errichtetes Bahnhofsgebäude                                                                                          |
| 100   | Oconomowoc High School                                  | Oconomowoc High School                                  | 2013 ID-Nr. 13000588 | 623 Summit Avenue 43° 6′ 14,5″ N, 88° 29′ 25,2″ W | Oconomowoc      | Bis 1965 High School von Oconomowoc                                                                                       |
| 101   | Okauchee House                                          | Okauchee House                                          | 1978 ID-Nr. 78000149 | 34880 Lake Drive 43° 6′ 44″ N, 88° 26′ 21″ W | Okauchee Lake   | 1850 errichtetes Hotel |
| 102   | Old Waukesha County Courthouse                          | Old Waukesha County Courthouse                          | 1975 ID-Nr. 75000082 | 101 West Main Street 43° 0′ 45″ N, 88° 13′ 37″ W | Waukesha        | 1893 im neuromanischen Stil errichtetes Justiz- und Verwaltungsgebäude des Waukesha County                                |
| 103   | Owen and Margaret Oliver House                          | Owen and Margaret Oliver House                          | 2011 ID-Nr. 10001182 | W 314 S 3986 WIS 83 42° 58′ 20,5″ N, 88° 22′ 25,6″ W | Town of Genesee | Farmhaus |
| 104   | Gustave Pabst Estate                                    | Gustave Pabst Estate                                    | 1989 ID-Nr. 89002033 | 36100 Genesee Lake Road 43° 3′ 6″ N, 88° 27′ 56″ W | Summit          | 1927 errichtetes Gebäude                                                                                                  |
| 105   | Pearl and Grand Avenue Historic District                | Pearl and Grand Avenue Historic District                | 2004 ID-Nr. 04001004 | Pearl Avenue zwischen Grand Avenue und Franklin Street sowie Teile der Pleasant Street und der Division Street 42° 51′ 57″ N, 88° 19′ 53″ W                                                                                      | Mukwonago       | Historischer Distrikt mit Häusern verschiedener Baustile aus der Zeit um die Jahrhundertwende vom 19. zum 20. Jahrhundert |
| 106   | Clarence Peck Residence                                 | Clarence Peck Residence                                 | 1988 ID-Nr. 87002569 | 430 und 434 North Lake Road 43° 6′ 57″ N, 88° 30′ 0″ W | Oconomowoc      | 1946 errichtetes Wohnhaus                                                                                                 |
| 107   | Walter L. Peck House                                    | Walter L. Peck House                                    | 1986 ID-Nr. 86000715 | 38928 Islandale Drive 43° 7′ 21″ N, 88° 30′ 48″ W | Oconomowoc      | 1882 errichtetes Wohnhaus                                                                                                 |
| 108   | Peterson Site (47 WK 199)                               |                                                         | 1982 ID-Nr. 82000726 | Adresse nicht veröffentlicht | Big Bend        | |
| 109   | Pokrandt Blacksmith Shop                                | Pokrandt Blacksmith Shop                                | 1983 ID-Nr. 83004351 | 128 East St. Paul Avenue 43° 0′ 47,9″ N, 88° 14′ 1,7″ W | Waukesha        | 1892 errichtete Schmiede                                                                                                  |
| 110   | Hannah Pratt House                                      | Hannah Pratt House                                      | 1983 ID-Nr. 83004352 | 501 Barney Street 43° 0′ 30″ N, 88° 13′ 29″ W | Waukesha        | 1871 im neugotischen Stil errichtetes Wohnhaus                                                                            |
| 111   | John A. Pratt House                                     | John A. Pratt House                                     | 1988 ID-Nr. 88001634 | N88 W15634 Park Boulevard 43° 10′ 43″ N, 88° 6′ 15″ W | Menomonee Falls | 1903 errichtetes Wohnhaus                                                                                                 |
| 112   | Putney Block                                            | Putney Block                                            | 1982 ID-Nr. 82000727 | 301 West Main Street, 816 und 802 Grand Avenue 43° 0′ 40″ N, 88° 13′ 54″ W | Waukesha        | 1870 im Italianate-Stil errichtetes Gebäude                                                                               |
| 113   | Frank H. Putney House                                   | Frank H. Putney House                                   | 1983 ID-Nr. 83004353 | 223 Wisconsin Avenue 43° 0′ 34″ N, 88° 13′ 47″ W | Waukesha        | |
| 114   | Reformed Presbyterian Church of Vernon                  | Reformed Presbyterian Church of Vernon                  | 1999 ID-Nr. 98001595 | W234 S7710 big Bend Road 42° 54′ 55″ N, 88° 13′ 7″ W | Town of Vernon  | 1853 im Stil des Greek Revival errichtete Kirche                                                                          |
| 115   | Resthaven Hotel                                         | Resthaven Hotel                                         | 1983 ID-Nr. 83004354 | 915 North Hartwell Avenue 43° 0′ 48″ N, 88° 13′ 13″ W | Waukesha        | 1905 im neoklassizistischen Stil errichtetes Hotel                                                                        |
| 116   | St. John Chrysostom Church                              | St. John Chrysostom Church                              | 1972 ID-Nr. 72000069 | 1111 Genesee Street 43° 3′ 49″ N, 88° 24′ 19″ W | Delafield       | 1853 im Stil der Carpenter Gothic errichtete Kirche                                                                       |
| 117   | St. John’s Military Academy                             | St. John’s Military Academy                             | 1977 ID-Nr. 77000059 | Genessee Street 43° 3′ 49″ N, 88° 24′ 24″ W | Delafield       | 1884 errichtete Militärakademie                                                                                           |
| 118   | St. Joseph’s Catholic Church Complex                    | St. Joseph’s Catholic Church Complex                    | 1983 ID-Nr. 83004355 | 818 North East Avenue 43° 0′ 27″ N, 88° 13′ 37″ W | Waukesha        | 1888 im Stil des Greek Revival errichtete katholische Kirche                                                              |
| 119   | St. Matthias Episcopal Church                           | St. Matthias Episcopal Church                           | 1983 ID-Nr. 83004356 | 111 East Main Street 43° 0′ 46″ N, 88° 13′ 36″ W | Waukesha        | 1851 im neugotischen Stil errichtete Kirche                                                                               |
| 120   | Casper M. Sanger House                                  | Casper M. Sanger House                                  | 1983 ID-Nr. 83004357 | 507 East College Avenue 43° 0′ 10″ N, 88° 13′ 18″ W | Waukesha        | 1886 im neugotischen Stil errichtetes Wohnhaus                                                                            |
| 121   | Saylesville Historic District                           | Saylesville Historic District                           | 2003 ID-Nr. 03000225 | Saylesville Road zwischen Genesee Creek und Point Drive 42° 56′ 55″ N, 88° 19′ 17″ W | Town of Genesee | Historischer Distrikt mit Häusern aus der Zeit zwischen 1825 und 1950                                                     |
| 122   | Carl and Therese Schauwitzer House                      | Carl and Therese Schauwitzer House                      | 2013 ID-Nr. 13000751 | S84 W17698 Woods Road 42° 53′ 27,4″ N, 88° 8′ 9,5″ W | Muskego         | |
| 123   | Henry and Mary Schuttler House                          | Henry and Mary Schuttler House                          | 1987 ID-Nr. 87001122 | 371 East Lisbon Road 43° 7′ 16″ N, 88° 29′ 41″ W | Oconomowoc      | 1879 im neugotischen Stil errichtetes Wohnhaus                                                                            |
| 124   | Sign of the Willows                                     | Sign of the Willows                                     | 1986 ID-Nr. 86003428 | 122 East Capitol Drive 43° 6′ 17″ N, 88° 20′ 47″ W | Hartland        | 1923 im Stil des Tudor Revival errichtetes Gasthaus; auch als Cobblestone Inn bzw. Palmer’s Steakhouse bekannt            |
| 125   | Silurian Mineral Springhouse                            | Silurian Mineral Springhouse                            | 1984 ID-Nr. 84003814 | Post Office Circle 43° 0′ 35″ N, 88° 13′ 23″ W | Waukesha        | 1927 errichtetes Gebäude um eine Quelle                                                                                   |
| 126   | William P. Sloan House                                  | William P. Sloan House                                  | 1983 ID-Nr. 83004368 | 912 North Barstow Street 43° 0′ 45″ N, 88° 13′ 45″ W | Waukesha        | 1841 errichtetes Wohnhaus; mehrfach umgebaut                                                                              |
| 127   | Camillia Smith House                                    | Camillia Smith House                                    | 1983 ID-Nr. 83004358 | 603 North West Avenue 43° 0′ 32″ N, 88° 14′ 10″ W | Waukesha        | 1883 im Queen-Anne-Stil errichtetes Wohnhaus                                                                              |
| 128   | Statesan Historic District                              | Statesan Historic District                              | 1988 ID-Nr. 88000454 | Boys School Road 43° 1′ 28″ N, 88° 23′ 23″ W | Wales           | In der ersten Hälfte im Bungalowstil errichtete Wohnhäuser                                                                |
| 129   | Ten Chimneys                                            | Ten Chimneys                                            | 1998 ID-Nr. 98000076 | S42 W31610 Depot Road 42° 57′ 51″ N, 88° 22′ 38″ W | Town of Genesee | 1915 errichtetes früheres Sommerhaus der Schauspieler Lynn Fontanne und Alfred Lunt, heute Museum                         |
| 130   | Third Street Bridge                                     | Third Street Bridge                                     | 1988 ID-Nr. 88001647 | Brücke des Roosevelt Drive über den Menomonee River 43° 10′ 55″ N, 88° 6′ 52″ W | Menomonee Falls | 1899 errichtete Brücke |
| 131   | Totten-Butterfield House                                | Totten-Butterfield House                                | 1984 ID-Nr. 84003816 | 515 North Grand Ave. 43° 0′ 29″ N, 88° 13′ 52″ W | Waukesha        | 1855 im Stil des Greek Revival errichtetes Wohnhaus                                                                       |
| 132   | Trapp Filling Station                                   | Trapp Filling Station                                   | 1986 ID-Nr. 86003419 | 252-256 West Capitol Drive 43° 6′ 11″ N, 88° 21′ 3″ W | Hartland        | |
| 133   | Christian Turck House                                   | Christian Turck House                                   | 1973 ID-Nr. 73000097 | Abseits der WIS 59 im Freilichtmuseum Old World Wisconsin 43° 16′ 16″ N, 88° 4′ 50″ W | Eagle           | 1830 ursprünglich in Germantown errichtete Blockhütte                                                                     |
| 134   | United Unitarian and Universalist Church                | United Unitarian and Universalist Church                | 1987 ID-Nr. 87001759 | 216 Main Street 42° 51′ 43″ N, 88° 19′ 55″ W | Mukwonago       | 1878 im neugotischen Stil errichtete Kirche                                                                               |
| 135   | Sarah Belle Van Buren House                             | Sarah Belle Van Buren House                             | 1986 ID-Nr. 86003426 | 128 Hill Street 43° 6′ 18″ N, 88° 20′ 54″ W | Hartland        | |
| 136   | Village Park Bandstand                                  | Village Park Bandstand                                  | 1988 ID-Nr. 88001653 | Village Park, Garfield Drive 43° 10′ 32″ N, 88° 7′ 7″ W | Menomonee Falls | |
| 137   | Visitation Convent Complex                              | Visitation Convent Complex                              | 2011 ID-Nr. 11000311 | 13105 Watertown Plank Road 43° 2′ 42″ N, 88° 4′ 31″ W | Elm Grove       | |
| 138   | Ward District No. 3 Schoolhouse                         | Ward District No. 3 Schoolhouse                         | 1981 ID-Nr. 81000066 | WI 67 Ecke Betts Road 42° 51′ 28″ N, 88° 29′ 41″ W | Eagle           | 1849 im Stil des Greek Revival errichtetes Schulgebäude                                                                   |
| 139   | Stephen Warren House                                    | Stephen Warren House                                    | 1986 ID-Nr. 86003432 | 235 East Capitol Drive 43° 6′ 16″ N, 88° 20′ 36″ W | Hartland        | 1855 im Stil des Greek Revival errichtetes Wohnhaus                                                                       |
| 140   | Waukesha Post Office                                    | Waukesha Post Office                                    | 1983 ID-Nr. 83004359 | 235 West Broadway 43° 0′ 39″ N, 88° 13′ 49″ W | Waukesha        | Im neoklassizistischen Stil errichtetes Postamt                                                                           |
| 141   | Waukesha Pure Food Company                              | Waukesha Pure Food Company                              | 1983 ID-Nr. 83004360 | 550 Elizabeth Street 43° 0′ 16″ N, 88° 14′ 19″ W | Waukesha        | Im späten neugotischen Stil errichtetes Fabrikgebäude                                                                     |
| 142   | C. A. Welch House                                       | C. A. Welch House                                       | 1983 ID-Nr. 83004361 | 1616 White Rock Avenue 43° 1′ 27″ N, 88° 13′ 8″ W | Waukesha        | Im Queen-Anne-Stil errichtetes Gebäude                                                                                    |
| 143   | Deacon West Octagon House                               | Deacon West Octagon House                               | 1975 ID-Nr. 75000083 | 370 High Street 43° 5′ 16″ N, 88° 15′ 54″ W | Pewaukee        | 1856 im Italianate-Stil errichtetes achteckiges Haus                                                                      |
| 144   | Weston’s Antique Apple Orchard                          | Weston’s Antique Apple Orchard                          | 1996 ID-Nr. 96000989 | 19760 West National Avenue 42° 56′ 38″ N, 88° 9′ 45″ W | New Berlin      | |
| 145   | Michael Wick Farmhouse and Barn                         | Michael Wick Farmhouse and Barn                         | 1988 ID-Nr. 88001665 | N72 W13449 Good Hope Road 43° 8′ 53″ N, 88° 4′ 39″ W | Menomonee Falls | 1879 im Italianate-Stil errichtetes Farmhaus                                                                              |
| 146   | Wisconsin Avenue Historic District                      | Wisconsin Avenue Historic District                      | 1983 ID-Nr. 83004362 | Wisconsin 43° 0′ 35″ N, 88° 13′ 52″ W | Waukesha        | |
| 147   | Wisconsin Industrial School for Boys                    | Wisconsin Industrial School for Boys                    | 1987 ID-Nr. 86003652 | 621 und 627 West College Avenue 43° 0′ 8″ N, 88° 14′ 27″ W | Waukesha        | |
| 148   | Louis Yanke Saloon                                      | Louis Yanke Saloon                                      | 1983 ID-Nr. 83004363 | 200 Madison Avenue 43° 0′ 46″ N, 88° 14′ 4″ W | Waukesha        | Im Queen-Anne-Stil errichteter Saloon                                                                                     |
| 149   | Johann Zimmer Farmhouse                                 | Johann Zimmer Farmhouse                                 | 1988 ID-Nr. 88001632 | W156 N9390 Pilgrim Road 43° 11′ 18″ N, 88° 6′ 10″ W | Menomonee Falls | 1865 im Stil des Greek Revival errichtetes Farmhaus                                                                       |
| 150   | Zion Evangelical Lutheran Church                        | Zion Evangelical Lutheran Church                        | 1986 ID-Nr. 86003423 | 403 West Capitol Drive 43° 6′ 6″ N, 88° 21′ 11″ W | Hartland        | 1910 im späten neugotischen Stil errichtete Kirche                                                                        |

## Frühere Einträge
| [ 2 ] | Name                                             | Bild | Eintragsdatum        | Lage                                                        | Ort             | Beschreibung |
| ----- | ------------------------------------------------ | ---- | -------------------- | ----------------------------------------------------------- | --------------- | --- |
| 1     | Friederich Farmstead Historic District           |      | 1988 ID-Nr. 88001631 | N96 W15009 County Line Road 42° 59′ 41,2″ N, 88° 4′ 13,3″ W | Menomonee Falls | Im Jahr 2004 aus dem Register gestrichen                                                                        |
| 2     | Lincoln High School                              |      | 1988 ID-Nr. 88001662 | N88 W16913 Main Street 43° 11′ 29,6″ N, 88° 5′ 18,4″ W      | Menomonee Falls | Im Jahr 1989 aus dem Register gestrichen                                                                        |
| 3     | Mukwonago High School                            |      | 1994 ID-Nr. 94001211 | 308 Washington Avenue 43° 10′ 38,8″ N, 88° 5′ 52,7″ W       | Mukwonago       | Im Jahr 2009 aus dem Register gestrichen                                                                        |
| 4     | Oconomowoc Public Library and Museum             |      | 1980 ID-Nr. 80000207 | 212 North Lake Road 42° 52′ 2,1″ N, 88° 19′ 54,4″ W         | Oconomowoc      | Im Jahr 1989 aus dem Register gestrichen                                                                        |
| 5     | Philadelphia Toboggan Company Carousel Number 15 |      | 1979 ID-Nr. 79003771 | Janesville Road 43° 6′ 46,5″ N, 88° 29′ 58,4″ W             | Muskego         | Im Jahr 1997 nach West Nyack, New York, verbracht und dort seit 2001 unter der Referenznummer 01000583 gelistet |
| 6     | Waukesha County Airport Hangar                   |      | 1999 ID-Nr. 98001596 | 24151 West Bluemound Road 42° 54′ 26,4″ N, 88° 7′ 57,6″ W   | Waukesha        | Im Jahr 2002 aus dem Register gestrichen                                                                        |